# Football Club de Sion 2010-2011
Questa voce raccoglie le informazioni riguardanti il Football Club de Sion nelle competizioni ufficiali della stagione 2010-2011.

## Stagione
Nella stagione 2010-2011 il Sion, allenato da Bernard Challandes e Laurent Roussey, concluse il campionato di Super League al 4º posto. In Coppa Svizzera il Sion vinse la finale con il Neuchâtel Xamax.

## Rosa
| N. |                           | Ruolo | Calciatore          |
| -- | ------------------------- | ----- | ------------------- |
| 1  | Lettonia (bandiera)       | P     | Andris Vaņins       |
| 3  | Svizzera (bandiera)       | D     | Jonas Elmer         |
| 4  | Svizzera (bandiera)       | D     | Léo Lacroix         |
| 5  | Paesi Bassi (bandiera)    | D     | Michael Dingsdag    |
| 6  | Romania (bandiera)        | D     | George Ogăraru      |
| 7  | Francia (bandiera)        | A     | Nicolas Marin       |
| 8  | Brasile (bandiera)        | C     | Ferrugem            |
| 9  | Serbia (bandiera)         | A     | Aleksandar Prijović |
| 10 | Svizzera (bandiera)       | C     | Fabrizio Zambrella  |
| 11 | Svizzera (bandiera)       | A     | Gaëtan Karlen       |
| 12 | Svizzera (bandiera)       | A     | Danick Yerly        |
| 13 | Costa d'Avorio (bandiera) | A     | Giovanni Sio        |
| 14 | Svizzera (bandiera)       | A     | Loïc Chatton        |
| 15 | Svizzera (bandiera)       | C     | Steve Rouiller      |
| 16 | Svizzera (bandiera)       | C     | Didier Crettenand   |
| 17 | Svizzera (bandiera)       | C     | Florian Berisha     |
| 18 | Svizzera (bandiera)       | P     | Kevin Fickentscher  |

| N. |                           | Ruolo | Calciatore            |
| -- | ------------------------- | ----- | --------------------- |
| 19 | Serbia (bandiera)         | A     | Dragan Mrđa           |
| 20 | Ungheria (bandiera)       | D     | Vilmos Vanczák        |
| 21 | Francia (bandiera)        | C     | Abdoul Yoda           |
| 22 | Serbia (bandiera)         | C     | Goran Obradović       |
| 23 | Colombia (bandiera)       | C     | Álvaro José Domínguez |
| 24 | Svizzera (bandiera)       | D     | Branislav Micic       |
| 26 | Costa d'Avorio (bandiera) | C     | Serey Dié             |
| 27 | Svizzera (bandiera)       | C     | Kevin Neurohr         |
| 29 | Francia (bandiera)        | C     | Yacoub Meité          |
| 30 | Svizzera (bandiera)       | P     | Steven Deana          |
| 31 | Svizzera (bandiera)       | D     | Arnaud Bühler         |
| 32 | Svizzera (bandiera)       | C     | Anthony Sauthier      |
| 33 | Brasile (bandiera)        | D     | Adaílton              |
| 34 | Camerun (bandiera)        | A     | Christ Mbondi         |
|    | Svizzera (bandiera)       | P     | Basile Couchepin      |
|    | Svizzera (bandiera)       | C     | Dorian Zambaz         |

## Organigramma societario
Area tecnica
- Allenatore: Laurent Roussey
- Allenatore in seconda: Blaise Piffaretti
- Preparatore dei portieri: Marco Pascolo
- Preparatori atletici: Simon Colinet

## Calciomercato

### Sessione estiva
| Acquisti | Acquisti         | Acquisti   | Acquisti |
| R.       | Nome             | da         | Modalità |
| -------- | ---------------- | ---------- | -------- |
| A        | Loïc Chatton     | Bienne     |          |
| C        | Florian Berisha  | Yverdon    |          |
| P        | Basile Couchepin | Le Mont    |          |
| P        | Steven Deana     | Vaduz      |          |
| D        | Michael Dingsdag | Heerenveen |          |
| D        | Jonas Elmer      | Aarau      |          |
| C        | Ferrugem         | Strasburgo |          |
| C        | Yacoub Meité     | Sion II    |          |
| D        | Branislav Micic  | Le Mont    |          |
| A        | Dragan Mrđa      | Vojvodina  |          |
| D        | George Ogăraru   | Ajax       |          |
| A        | Giovanni Sio     | Sion II    |          |
| A        | Danick Yerly     | Le Mont    |          |
| C        | Dorian Zambaz    | Le Mont    |          |

| Cessioni | Cessioni        | Cessioni        | Cessioni |
| R.       | Nome            | a               | Modalità |
| -------- | --------------- | --------------- | -------- |
| A        | Saidu Adeshina  | Sciaffusa       |          |
| D        | Bigambo Rochat  | Losanna         |          |
| A        | Émile Mpenza    | Neftçi Baku     |          |
| C        | Jocelyn Ahouéya | Strasburgo      |          |
| D        | Jamal Alioui    | Karabükspor     |          |
| D        | Paíto           | Neuchâtel Xamax |          |

### Sessione invernale
| Acquisti | Acquisti | Acquisti | Acquisti |
| R.       | Nome     | da       | Modalità |
| -------- | -------- | -------- | -------- |

| Cessioni | Cessioni            | Cessioni    | Cessioni |
| R.       | Nome                | a           | Modalità |
| -------- | ------------------- | ----------- | -------- |
| C        | Enes Fermino        | Locarno     |          |
| D        | Guillermo Imhoff    | Bali Devata |          |
| D        | Aleksandar Mitreski | Aarau       |          |

## Risultati

### Super League

#### Prima fase, girone di andata
| Arbitro: | Bieri |

|  |           |                         |
|  | Marcatori | 77’ Bühler 81’ Prijović |

| Arbitro: | Laperrière |

|                     |           |                      |
| Dingsdag 19’ (rig.) | Marcatori | 14’ Frei 90’ Abraham |

| Arbitro: | Busacca |

|              |           |             |
| Teixeira 88’ | Marcatori | 53’ Ogăraru |

| Arbitro: | Jaccottet |

|                        |           |                            |
| Ferreira 10’ Yakın 46’ | Marcatori | 24’ Sio 53’, 81’ Obradović |

| Arbitro: | Kever |

|               |           |              |
| Zambrella 75’ | Marcatori | 25’ Scarione |

| Arbitro: | Zimmermann |

|             |           |        |
| Abegglen 9’ | Marcatori | 3’ Sio |

| Arbitro: | Circhetta |

|                       |           |  |
| Obradović 21’ Sio 76’ | Marcatori |  |

| Arbitro: | Bertolini |

|  |           |                                                 |
|  | Marcatori | 21’ Adaílton 23’ (rig.), 69’ Mrđa 90’ Obradović |

| Arbitro: | Bieri |

|             |           |                         |
| Vanczák 55’ | Marcatori | 49’ Kuljić 75’ Wüthrich |

#### Prima fase, girone di ritorno
| Arbitro: | Klossner |

|          |           |              |
| Mrđa 55’ | Marcatori | 75’ Sermeter |

| Arbitro: | Hänni |

|             |           |            |
| Stocker 67’ | Marcatori | 43’ Bühler |

| Arbitro: | Busacca |

|             |           |              |
| Vanczák 55’ | Marcatori | 41’ Chermiti |

| Arbitro: | Graf |

|                                              |           |           |
| Vanczák 24’ Sio 45’ Ogăraru 78’ Sauthier 79’ | Marcatori | 51’ Yakın |

| Arbitro: | Wermelinger |

|                     |           |  |
| Scarione 86’ (rig.) | Marcatori |  |

| Arbitro: | Kever |

|  |           |                      |
|  | Marcatori | 30’ Calabro 90’ Frei |

| Arbitro: | Studer |

|                         |           |              |
| Lulić 42’ Schneuwly 83’ | Marcatori | 56’ Ferrugem |

| Arbitro: | Grossen |

|                  |           |  |
| Sio 75’ Mrđa 90’ | Marcatori |  |

| Arbitro: | Laperrière |

|  |           |                                    |
|  | Marcatori | 6’ Vanczák 50’ (rig.) Mrđa 70’ Sio |

#### Seconda fase, girone di andata
| Arbitro: | Laperrière |

|             |           |  |
| Nuzzolo 76’ | Marcatori |  |

| Arbitro: | Bieri |

|          |           |  |
| Mrđa 63’ | Marcatori |  |

| Arbitro: | Studer |

|             |           |  |
| Shaqiri 61’ | Marcatori |  |

| Arbitro: | Busacca |

|                          |           |  |
| Mrđa 13’ (rig.) Yoda 66’ | Marcatori |  |

| Arbitro: | Klossner |

|                       |           |  |
| Prijović 31’ Mrđa 90’ | Marcatori |  |

| Arbitro: | Hänni |

|                                   |           |  |
| Chermiti 60’ Margairaz 70’ (rig.) | Marcatori |  |

| Arbitro: | Carrell |

|              |           |  |
| Prijović 42’ | Marcatori |  |

| Arbitro: | Laperrière |

|  |           |                         |
|  | Marcatori | 48’ Costanzo 73’ Mayuka |

| Arbitro: | Grobelnik |

|  |           |             |
|  | Marcatori | 74’ Vanczák |

#### Seconda fase, girone di ritorno
| Arbitro: | Hänni |

|  |           |                        |
|  | Marcatori | 81’ Nikçi 85’ Alphonse |

| Arbitro: | Wermelinger |

|                          |           |                       |
| Lustrinelli 5’ Konan 24’ | Marcatori | 27’ Zambrella 35’ Sio |

| Arbitro: | Klossner |

|  |           |              |
|  | Marcatori | 12’ Prijović |

| Arbitro: | Wermelinger |

|                           |           |  |
| Prijović 26’, 47’ Sio 28’ | Marcatori |  |

| Arbitro: | Gremaud |

|                                         |           |               |
| Lezcano 51’ (rig.) Andrist 68’ Rama 78’ | Marcatori | 25’ Domínguez |

| Arbitro: | Zimmermann |

|                                           |           |                           |
| Adaílton 21’ Domínguez 68’ (rig.) Sio 73’ | Marcatori | 38’ Siegrist 52’ Ferreira |

| Arbitro: | Wermelinger |

|               |           |         |
| Schneuwly 56’ | Marcatori | 74’ Sio |

| Arbitro: | Graf |

|                           |           |  |
| Hajrović 11’ Emeghara 37’ | Marcatori |  |

| Sion 25 maggio 2011, ore 20:15 CEST 36ª giornata | Sion  | 0 – 0 referto | Neuchâtel Xamax | Stade Tourbillon (10 000 spett.)\| Arbitro: \| Hänni \| |
| Arbitro:                                         | Hänni |               |                 |                                                         |

### Coppa Svizzera
| 18 settembre 2010, ore 18:00 CEST Primo turno | Taverne | 0 – 4 | Sion |  |

| 16 ottobre 2010, ore 17:00 CEST Secondo turno | Collex-Bossy | 0 – 5 | Sion |  |

| 21 novembre 2010, ore 14:30 CET Ottavi di finale | Lugano | 2 – 3 | Sion |  |

| Arbitro: | Bieri |

|             |           |                        |
| Abrashi 56’ | Marcatori | 19’ Mrđa 88’ Obradović |

| Arbitro: | Busacca |

|                     |           |            |
| Sio 62’ Vanczák 85’ | Marcatori | 48’ Kehrli |

| Arbitro: | Laperrière |

|  |           |                   |
|  | Marcatori | 2’ Sio 6’ Vanczák |

## Statistiche

### Statistiche di squadra
| Competizione   | Punti | In casa | In casa | In casa | In casa | In casa | In casa | In trasferta | In trasferta | In trasferta | In trasferta | In trasferta | In trasferta | Totale | Totale | Totale | Totale | Totale | Totale | DR  |
| Competizione   | Punti | G       | V       | N       | P       | Gf      | Gs      | G            | V            | N            | P            | Gf           | Gs           | G      | V      | N      | P      | Gf     | Gs     | DR  |
| -------------- | ----- | ------- | ------- | ------- | ------- | ------- | ------- | ------------ | ------------ | ------------ | ------------ | ------------ | ------------ | ------ | ------ | ------ | ------ | ------ | ------ | --- |
| Super League   | 54    | 18      | 9       | 4       | 5       | 25      | 16      | 18           | 6            | 5            | 7            | 22           | 20           | 36     | 15     | 9      | 12     | 47     | 36     | +11 |
| Coppa Svizzera | -     | 1       | 1       | 0       | 0       | 2       | 1       | 5            | 5            | 0            | 0            | 16           | 3            | 6      | 6      | 0      | 0      | 18     | 4      | +14 |
| Totale         | 54    | 19      | 10      | 4       | 5       | 27      | 17      | 23           | 11           | 5            | 7            | 38           | 23           | 42     | 21     | 9      | 12     | 65     | 40     | +25 |

### Andamento in campionato
| Giornata  | 1 | 2 | 3 | 4 | 5 | 6 | 7 | 8 | 9 | 10 | 11 | 12 | 13 | 14 | 15 | 16 | 17 | 18 | 19 | 20 | 21 | 22 | 23 | 24 | 25 | 26 | 27 | 28 | 29 | 30 | 31 | 32 | 33 | 34 | 35 | 36 |
| --------- | - | - | - | - | - | - | - | - | - | -- | -- | -- | -- | -- | -- | -- | -- | -- | -- | -- | -- | -- | -- | -- | -- | -- | -- | -- | -- | -- | -- | -- | -- | -- | -- | -- |
| Luogo     | T | C | T | T | C | T | C | T | C | C  | T  | C  | C  | T  | C  | T  | C  | T  | T  | C  | T  | C  | C  | T  | C  | C  | T  | C  | T  | T  | C  | T  | C  | T  | T  | C  |
| Risultato | V | P | N | V | N | N | V | V | P | N  | N  | N  | V  | P  | P  | P  | V  | V  | P  | V  | P  | V  | V  | P  | V  | P  | V  | P  | N  | V  | V  | P  | V  | N  | P  | N  |
| Posizione | 2 | 5 | 5 | 5 | 5 | 5 | 3 | 2 | 2 | 3  | 4  | 4  | 4  | 4  | 4  | 5  | 4  | 4  | 5  | 5  | 5  | 5  | 4  | 5  | 5  | 5  | 4  | 4  | 4  | 4  | 3  | 4  | 3  | 3  | 4  | 4  |

Legenda:

Luogo: C = Casa; T = Trasferta. Risultato: V = Vittoria; N = Pareggio; P = Sconfitta.

### Statistiche dei giocatori
| Giocatore       | Super League | Super League | Super League | Super League | Coppa Svizzera | Coppa Svizzera | Coppa Svizzera | Coppa Svizzera | Totale   | Totale | Totale      | Totale     |
| Giocatore       | Presenze     | Reti         | Ammonizioni  | Espulsioni   | Presenze       | Reti           | Ammonizioni    | Espulsioni     | Presenze | Reti   | Ammonizioni | Espulsioni |
| --------------- | ------------ | ------------ | ------------ | ------------ | -------------- | -------------- | -------------- | -------------- | -------- | ------ | ----------- | ---------- |
| A. Adaílton     | 30           | 2            | 6            | 0            | 2              | 0              | 1              | 0              | 32       | 2      | 7           | 0          |
| S. Adeshina     | 1            | 0            | 0            | 0            | 0              | 0              | 0              | 0              | 1        | 0      | 0           | 0          |
| F. Berisha      | 2            | 0            | 0            | 0            | 0              | 0              | 0              | 0              | 2        | 0      | 0           | 0          |
| A. Bühler       | 35           | 2            | 3            | 0            | 3              | 0              | 0              | 0              | 38       | 2      | 3           | 0          |
| L. Chatton      | 14           | 0            | 0            | 0            | 2              | 0              | 0              | 0              | 16       | 0      | 0           | 0          |
| B. Couchepin    | 0            | 0            | 0            | 0            | 0              | 0              | 0              | 0              | 0        | 0      | 0           | 0          |
| D. Crettenand   | 1            | 0            | 1            | 0            | 1              | 0              | 0              | 0              | 2        | 0      | 1           | 0          |
| S. Deana        | 0            | 0            | 0            | 0            | 0              | 0              | 0              | 0              | 0        | 0      | 0           | 0          |
| M. Dingsdag     | 34           | 1            | 8            | 0            | 3              | 0              | 0              | 0              | 37       | 1      | 8           | 0          |
| S. Dié          | 13           | 0            | 2            | 0            | 3              | 0              | 1              | 0              | 16       | 0      | 3           | 0          |
| Á. Domínguez    | 23           | 2            | 2            | 0            | 2              | 0              | 0              | 0              | 25       | 2      | 2           | 0          |
| J. Elmer        | 20           | 0            | 3            | 0            | 3              | 0              | 0              | 0              | 23       | 0      | 3           | 0          |
| E. Fermino      | 1            | 0            | 0            | 0            | 0              | 0              | 0              | 0              | 1        | 0      | 0           | 0          |
| F. Ferrugem     | 30           | 1            | 3            | 0            | 3              | 0              | 1              | 0              | 33       | 1      | 4           | 0          |
| K. Fickentscher | 4            | 0            | 1            | 0            | 0              | 0              | 0              | 0              | 4        | 0      | 1           | 0          |
| G. Karlen       | 0            | 0            | 0            | 0            | 0              | 0              | 0              | 0              | 0        | 0      | 0           | 0          |
| L. Lacroix      | 0            | 0            | 0            | 0            | 0              | 0              | 0              | 0              | 0        | 0      | 0           | 0          |
| N. Marin        | 17           | 0            | 4            | 0            | 0              | 0              | 0              | 0              | 17       | 0      | 4           | 0          |
| C. Mbondi       | 1            | 0            | 0            | 0            | 0              | 0              | 0              | 0              | 1        | 0      | 0           | 0          |
| Y. Meité        | 1            | 0            | 0            | 0            | 0              | 0              | 0              | 0              | 1        | 0      | 0           | 0          |
| B. Micic        | 0            | 0            | 0            | 0            | 0              | 0              | 0              | 0              | 0        | 0      | 0           | 0          |
| D. Mrđa         | 18           | 8            | 5            | 0            | 1              | 1              | 0              | 0              | 19       | 9      | 5           | 0          |
| K. Neurohr      | 0            | 0            | 0            | 0            | 0              | 0              | 0              | 0              | 0        | 0      | 0           | 0          |
| G. Obradović    | 33           | 4            | 6            | 0            | 3              | 1              | 0              | 0              | 36       | 5      | 6           | 0          |
| G. Ogăraru      | 28           | 2            | 6            | 1            | 1              | 0              | 1              | 0              | 29       | 2      | 7           | 1          |
| A. Prijović     | 25           | 6            | 1            | 0            | 2              | 0              | 0              | 0              | 27       | 6      | 1           | 0          |
| B. Rochat       | 0            | 0            | 0            | 0            | 0              | 0              | 0              | 0              | 0        | 0      | 0           | 0          |
| S. Rouiller     | 0            | 0            | 0            | 0            | 0              | 0              | 0              | 0              | 0        | 0      | 0           | 0          |
| A. Sauthier     | 28           | 1            | 4            | 0            | 1              | 0              | 0              | 0              | 29       | 1      | 4           | 0          |
| G. Sio          | 30           | 10           | 11           | 0            | 3              | 2              | 1              | 0              | 33       | 12     | 12          | 0          |
| V. Vanczák      | 33           | 5            | 6            | 1            | 2              | 2              | 0              | 0              | 35       | 7      | 6           | 1          |
| A. Vaņins       | 33           | 0            | 4            | 1            | 3              | 0              | 0              | 0              | 36       | 0      | 4           | 1          |
| D. Yerly        | 0            | 0            | 0            | 0            | 0              | 0              | 0              | 0              | 0        | 0      | 0           | 0          |
| A. Yoda         | 20           | 1            | 0            | 0            | 2              | 0              | 0              | 0              | 22       | 1      | 0           | 0          |
| D. Zambaz       | 0            | 0            | 0            | 0            | 0              | 0              | 0              | 0              | 0        | 0      | 0           | 0          |
| F. Zambrella    | 27           | 2            | 9            | 0            | 2              | 0              | 0              | 0              | 29       | 2      | 9           | 0          |